# Regueira de Pontes
Regueira de Pontes es una freguesia portuguesa del municipio de Leiría, con 12,04 km² de superficie y 2221 habitantes (2011). Su densidad de población es de 185,4 hab/km².